# المونت (داکوتای شمالی)
المونت(به انگلیسی: Almont) شهری در ایالت داکوتای شمالی کشور ایالات متحده آمریکا است که جمعیت آن در سرشماری سال ۲۰۱۰ میلادی، ۱۲۲ نفر بوده‌است.